# آندری کیس
آندری کیس (انگلیسی: Andriy Kis؛ زادهٔ ۲۷ مهٔ ۱۹۸۲) لژسوار اهل اوکراین است.

## حرفه
وی همچنین از لژسواران در بازی‌های المپیک زمستانی ۲۰۰۶ تا ۲۰۱۴ بوده‌است.